# Игрищи (Ильинский район)
Игрищи — село в Ильинском районе Ивановской области России, входит в состав Аньковского сельского поселения.

## География
Село расположено на берегу реки Ухтома в 13 км на юго-запад от центра поселения села Аньково и в 18 км на юг от райцентра рабочего посёлка Ильинское-Хованское.

## История
Исторические сведения о селе не восходят далее второй половины XVIII века. В 1791 году в селе на средства Ивана Яковлевича Ошанина была построена холодная каменная церковь с колокольней. В церкви был один престол — в честь Благовещения Пресвятой Богородицы. В 1810 году вместо обветшавшей деревянной церкви была построена теплая каменная церковь с двумя престолами: во имя святого Дмитрия Солунского и во имя Святителя и Чудотворца Николая. Церкви были обнесены каменной оградой. В 1893 году приход состоял из: село Игрищи, сельцо Константиново, сельцо Грибчиха и деревни: Никитинка, Липкино, Бармино, Зарубино, Трухачево и Твердилково. Дворов в приходе 196, мужчин — 538, женщин — 623. В селе существовало земское народное училище, помещавшееся в церковном доме. В советское время здание церкви Дмитрия Солунского было переделано под сельскую школу.
В конце XIX — начале XX века село входило в состав Мирславской волости Юрьевского уезда Владимирской губернии.
С 1929 года село являлось центром Игрищенского сельсовета Гаврилово-Посадского района, с 1935 года — в составе Ильинского района, в 1946—1960 годах в составе Аньковского района, с 2005 года — в составе Аньковского сельского поселения.

## Население
| 1859 | 1905 | 2010 |
| ---- | ---- | ---- |
| 231  | ↘223 | ↘221 |

## Достопримечательности
В селе находятся недействующие Церковь Благовещения Пресвятой Богородицы (1791) и Церковь Димитрия Солунского (1810)